# Brzostówka
Brzostówka – wieś w Polsce położona w województwie lubelskim, w powiecie lubartowskim, w gminie Serniki.
| SIMC    | Nazwa              | Rodzaj    |
| ------- | ------------------ | --------- |
| 0390975 | Brzostówka-Kolonia | część wsi |

W latach 1954–1961 wieś należała i była siedzibą władz gromady Brzostówka, po jej zniesieniu w gromadzie Ostrów Lubelski. W latach 1975–1998 miejscowość należała administracyjnie do województwa lubelskiego. 
Wieś jest podzielona na dwa sołectwa Brzostówka I i Brzostówka II gminy Serniki. Według Narodowego Spisu Powszechnego z roku 2011 wieś liczyła 770 mieszkańców.
W odległości 6 km na wschód od miejscowości przebiegał średniowieczny Szlak Jagielloński.
W pobliżu wsi znajdował się cmentarz wojenny z okresu I wojny światowej.
Miejscowość jest siedzibą rzymskokatolickiej parafii św. Apostołów Szymona i Judy Tadeusza.

## Sąsiednie miejscowości
- Kolechowice-Kolonia
- Nowa Wola
- Nowa Wieś
- Wólka Zawieprzycka